# Crkva sv. Arhangela Mihajla i Gavrila u Bolču
Crkva sv. Arhangela Mihajla i Gavrila je crkva u naselju Bolč koje je u sastavu općine Farkaševac, zaštićeno kulturno dobro.

## Opis dobra
Kasnobarokna crkva s kraja 18. stoljeća je jednobrodna građevina pravokutnog tlocrta s polukružno zaključenim svetištem odijeljenim ikonostasom i zvonikom u središnjoj osi glavnog pročelja. Prostor broda nadsvođen je češkim kapama, a svetište bačvastim svodom sa susvodnicama i polukupolom nad apsidom. Zanimljiv je oslik interijera koji prikazuje parove pilastara korintskih kapitela povezanih vijencem. Zidne površine su marmorizirane, a na svodnim poljima smješteni su ovalni i okrugli medaljoni profiliranih okvira. Oblikovanjem se ističe glavno zapadno pročelje sa zvonikom u središnjoj osi i zabatom formiranim zaobljenim lukovima.

## Zaštita
Pod oznakom Z-2834 zavedena je kao nepokretno kulturno dobro - pojedinačno, pravna statusa zaštićena kulturnog dobra, klasificirano kao "sakralna graditeljska baština".